# Liga Leumit 1985-1986
La Liga Leumit 1985-1986 è stata la 45ª edizione della massima serie del campionato israeliano di calcio.
Presero parte al torneo 16 squadre, che si affrontarono in un girone all'italiana con partite di andata e ritorno. Per ogni vittoria si assegnavano tre punti e per il pareggio un punto.
Le ultime tre classificate sarebbero state retrocesse in Liga Artzit, dalla quale sarebbero state promosse le prime tre classificate.
Il torneo fu vinto, per l'ottava volta, dall'Hapoel Tel Aviv.
Capocannonieri del torneo furono Uri Malmilian, del Beitar Gerusalemme, e Doron Rabinzon, del Maccabi Petah Tiqwa, con 14 goal.

## Squadre partecipanti
| Club                | Città       |
| ------------------- | ----------- |
| Beitar Gerusalemme  | Gerusalemme |
| Bnei Yehuda         | Tel Aviv    |
| Hapoel Be'er Sheva  | Be'er Sheva |
| Hapoel Gerusalemme  | Petah Tiqwa |
| Hapoel Haifa        | Haifa       |
| Hapoel Kfar Saba    | Kfar Saba   |
| Hapoel Petah Tiqwa  | Petah Tiqwa |
| Hapoel Tel Aviv     | Tel Aviv    |
| Maccabi Giaffa      | Giaffa      |
| Maccabi Haifa       | Haifa       |
| Maccabi Netanya     | Netanya     |
| Maccabi Petah Tiqwa | Petah Tiqwa |
| Maccabi Sha'arayim  | Rehovot     |
| Maccabi Tel Aviv    | Tel Aviv    |
| Maccabi Yavne       | Yavne       |
| Shimshon Tel Aviv   | Tel Aviv    |

## Classifica finale
|                     | Pos. | Squadra             | Pt | G  | V  | N  | P  | GF | GS | DR  |
| ------------------- | ---- | ------------------- | -- | -- | -- | -- | -- | -- | -- | --- |
| Campione di Israele | 1.   | Hapoel Tel Aviv     | 59 | 30 | 17 | 8  | 5  | 52 | 26 | +26 |
|                     | 2.   | Maccabi Haifa       | 57 | 30 | 16 | 9  | 5  | 47 | 18 | +29 |
|                     | 3.   | Maccabi Tel Aviv    | 57 | 30 | 16 | 9  | 5  | 48 | 27 | +21 |
|                     | 4.   | Beitar Gerusalemme  | 52 | 30 | 15 | 7  | 8  | 48 | 33 | +15 |
|                     | 5.   | Bnei Yehuda         | 46 | 30 | 12 | 10 | 8  | 27 | 19 | +8  |
|                     | 6.   | Hapoel Kfar Saba    | 42 | 30 | 11 | 9  | 10 | 41 | 34 | +7  |
|                     | 7.   | Maccabi Petah Tiqwa | 40 | 30 | 11 | 7  | 12 | 34 | 41 | -7  |
|                     | 8.   | Hapoel Be'er Sheva  | 39 | 30 | 10 | 9  | 11 | 24 | 24 | 0   |
|                     | 9.   | Maccabi Netanya     | 39 | 30 | 11 | 6  | 13 | 34 | 35 | -1  |
|                     | 10.  | Shimshon Tel Aviv   | 38 | 30 | 9  | 11 | 10 | 32 | 38 | -6  |
|                     | 11.  | Maccabi Yavne       | 37 | 30 | 9  | 10 | 11 | 21 | 32 | -11 |
|                     | 12.  | Maccabi Giaffa      | 36 | 30 | 9  | 9  | 12 | 24 | 34 | -10 |
|                     | 13.  | Hapoel Petah Tiqwa  | 35 | 30 | 9  | 8  | 13 | 42 | 44 | -2  |
|                     | 14.  | Hapoel Gerusalemme  | 30 | 30 | 8  | 6  | 16 | 31 | 45 | -14 |
|                     | 15.  | Hapoel Haifa        | 24 | 30 | 6  | 6  | 18 | 24 | 60 | -36 |
|                     | 16.  | Maccabi Sha'arayim  | 22 | 30 | 4  | 10 | 16 | 22 | 41 | -19 |

## Verdetti
- Hapoel Tel Aviv campione di Israele 1985-1986
- Hapoel Gerusalemme, Hapoel Haifa e Maccabi Sha'arayim retrocessi in Liga Artzit 1986-1987
- Beitar Netanya, Beitar Tel Aviv e Hapoel Lod promossi in Liga Leumit 1986-1987